# Ciro Saverio Minervini
Ciro Saverio Minervini (Molfetta, 17 agosto 1734 – Napoli, 21 maggio 1805) è stato uno storico e religioso italiano. Oltre a occuparsi di storia, geografia, numismatica, storia dell'agricoltura, storia naturale, mineralogia e altri argomenti accademici, ebbe delle idee di stampo giurisdizionalistico tesi a ridimensionare i benefici ecclesiastici a vantaggio di quelli reali; queste idee gli attrassero molte simpatie dentro e fuori il Regno di Napoli, e in particolare quelle di Bernardo Tanucci.

## Biografia
Ciro Saverio Minervini nacque a Molfetta il 17 agosto 1734 da una famiglia nobile; il padre era Ignazio Minervini mentre sua madre era Annamaria Tottola. Nei primi anni studiò presso il seminario dei gesuiti di Molfetta dove maturò la vocazione religiosa. Studiò inoltre a Roma dove si laureò in entrambi i diritti (civile e canonico).
Pur esercitando la professione legale, MInervini dedicò molto tempo e risorse finanziarie (per l'acquisto di libri e altro materiale) ai suoi studi, tanto che in una lettera a un suo amico (Giuseppe Ciaccher, 1782) raccontava di essere in una situazione economica precaria e di dover lavorare nel campo del diritto, ma questo non gli impedì di continuare i suoi studi e i suoi acquisti di libri e altro materiale per le ricerche. Coltivò inoltre amicizie con accademici e scienziati molfettesi e pugliesi di quel periodo quali Giuseppe Maria Giovene, Giuseppe Saverio Poli e Vitangelo Bisceglia.
Durante i fatti del 1799 rimase strenuamente filoborbonico e convinto della necessità di riforme istituzionali piuttosto che di rivoluzioni popolari. Col ritorno di re Ferdinando IV di Napoli disegnò una medaglia oggi conservata presso il museo nazionale di San Martino, a Napoli. Divenuto anziano, nel 1804 fu nominato membro della giunta della Reale Biblioteca di Napoli, città in cui si spense il giorno 21 maggio 1805.
Minervini nel corso della sua vita scrisse e pubblicò molte opere, ma sono andate quasi tutte perdute. In particolare, nella Biografia degli italiani illustri del 1838, sono riportati alcuni titoli di manoscritti di Minervini che in quell'anno erano ancora presenti e consultabili a Napoli presso la biblioteca di Vincenzo Volpicella. Già nel 1904, però, Carlo Villani afferma nella sua opera Scrittori ed artisti pugliesi antichi, moderni e contemporanei che tali testi erano andati perduti.

## Incarichi
- Collegio della Nunziatella (1773-1779).[1]

## Onorificenze
- Socio pensionistico della Reale Accademia delle scienze e belle lettere di Napoli (1779-?);
- Socio pensionista dell'Accademia di Fossano (1780-1781).[1]

## Opere
- Memoria pel ceto dei secolari della città di Molfetta (1765)
- Della natura laicale dei pretesi benefizi chiesastici della città di Molfetta (1765)
- Illustrazione d’un soldo d’oro longobardico coniato in Firenze (1775)
- Dell’etimologia del Monte Volture. Lettera al signor abate d. Domenico Tata (1778)[3]
- Dissertazione circa l’origine dei Goti (letta il 7 maggio 1781 presso la Reale Accademia delle scienze e belle lettere di Napoli)
- Indagini e considerazioni sulle correnti del mare Adriatico (1782)
- Origine e corso del fiume Meandro, Napoli, Stamperia Simoniana, 1768.
- Michel Angelo Cianciulli, Ciro Saverio Minervini e Andrea Pecorari, Memorie per la matrice ed insigne collegial chiesa di San Michele Arcangelo della città d'Arpino, Napoli, 1786.[4]
- Memorie pel Comune di Martina, Napoli, 1788.[5]

### Opere andate perdute
- Notizie storiche delle scarpe e calze usate dagli antichi'
- Storia del Regno di Napoli dalla venuta de' Longobardi fino agli Angioini
- Indice delle monete e delle medaglie fuse ovvero battute nelle regioni che ora formano il Regno di Napoli *Illustrazione del frammento dell’elogio di Murdia inciso in marmo rinvenuto nelle vicinanze di Roma che si possiede dal Marchese Rondanini
- Dissertazione della connessione delle antiche lingue d’Italia con le orientali ed in particolare con le indiane
- Dissertazione del viaggio d’Ulisse dall'isole Eolie alle spiagge degli Osci
- Dissertazione de’ vari cambiamenti dell’orbe terracqueo e delle loro cause
- Saggio della religione de’ pagani e delle loro favole sacerdotali
- Memorie della Chiesa e vescovi della Civita di Penne; Memorie cronologiche della chiesa e vescovi di Molfetta
- Memorie degli scrittori della storia naturale del Regno di Napoli